# Masakra w Choluli
Masakra w Choluli – masakra ludności miasta Cholula w Meksyku dokonana w październiku 1519 r. przez hiszpańskich konkwistadorów pod dowództwem Hernána Cortésa oraz ich indiańskich sojuszników. Masakra ta była wyraźnym pokazem siły Hiszpanów dla reszty Meksyku. Miała również wpłynąć na władcę Imperium Azteków Montezume II, który chciał uniemożliwić dotarcie konkwistadorów do Tenochtitlán.

## Miasto Cholula
W okresie istnienia imperium azteckiego była drugim po Tenochtitlánie największym miastem państwa Azteków. Przed przybyciem konkwistadorów mieszkało w niej ponad 100 tys. osób. Cholula była znana jako centrum religijne i handlowe, słynąca z produkcji doskonałej ceramiki. W mieście znajduje się słynna Wielka Piramida, która jest największą objętościowo strukturą jaką wybudował człowiek. Miała ona funkcje religijne, na jej szczycie składano ofiary dla bogów.

## Geneza
Hiszpańscy konkwistadorzy, pod wodzą Hernana Cortésa, wylądowali w kwietniu 1519 roku na wschodnim wybrzeżu Meksyku w pobliżu dzisiejszego miasta Veracruz. Następnie ruszyli w głąb lądu, po drodze napotykając pomniejsze plemiona, z którymi wedle uznania zawierali sojusze lub atakowali je. Gdy posuwali się coraz dalej, wieść o ich przybyciu dotarła do władcy Montezuma II, który obawiając się ich, wysłał do nich posłów, mających zniechęcić ich do dalszego marszu. Wysłannicy przekazali Hiszpanom złote podarki, które przyniosły efekt odwrotny od zamierzonego, ponieważ konkwistadorzy zrozumieli, że Aztekowie muszą mieć duże zasoby złota, którego tak usilnie szukali.
Na przełomie sierpnia i września konkwistadorzy dotarli do Tlaxcala. Tlaxcala była konfederacją miast, które nie zostały zajęte przez Azteków, w zamian za płacenie wysokiego trybutu oraz regularne dostarczanie chłopców i dziewcząt na ofiary rytualne. Cortés postanowił wykorzystać niechęć Tlaxcallan do Azteków i zgodził się, aby jako sojusznicy wyruszyli z nim do Tenochtitlanu. W trakcie podróży wysłannicy Montezumy II nakłonili Cortésa, aby nie szedł bezpośrednio do stolicy, a wcześniej przybył do Choluli. Konkwistador mimo ostrzeżenia sojuszniczych Indian, że może to być pułapka przystał na tę propozycję.
Po dotarciu do Choluli nastąpił pierwszy zgrzyt, ponieważ Tlaxcallanie nie zostali wpuszczeni do miasta. Dodatkowo po 3 dniach obecności w mieście przestano dostarczać konkwistadorom jedzenie. Kilku Tlaxcallan, którym udało się niepostrzeżenie dostać do miasta, poinformowało konkwistadorów, że na ulicach miasta powstają konstrukcje podobne do barykad, co sugerowało nadchodzący atak na Hiszpanów. Najbardziej obciążające doniesienie o zdradzie Azteków i szykowanej przez nich zasadzki pochodziło od tłumaczki i kochanki Cortésa – Malintzin. Malintzin zaprzyjaźniła się z miejscową kobietą, żoną wysokiego rangą żołnierza cholulańskiego. Ta przekazała, że kobieta powinna natychmiast uciekać z miasta, aby uniknąć nadchodzącego ataku. Malintzin poinformowała o wszystkim Cortésa, który po naradzie ze swoimi oficerami, postanowił przygotować zasadzkę na głównym placu miasta, aby uprzedzić Indian.

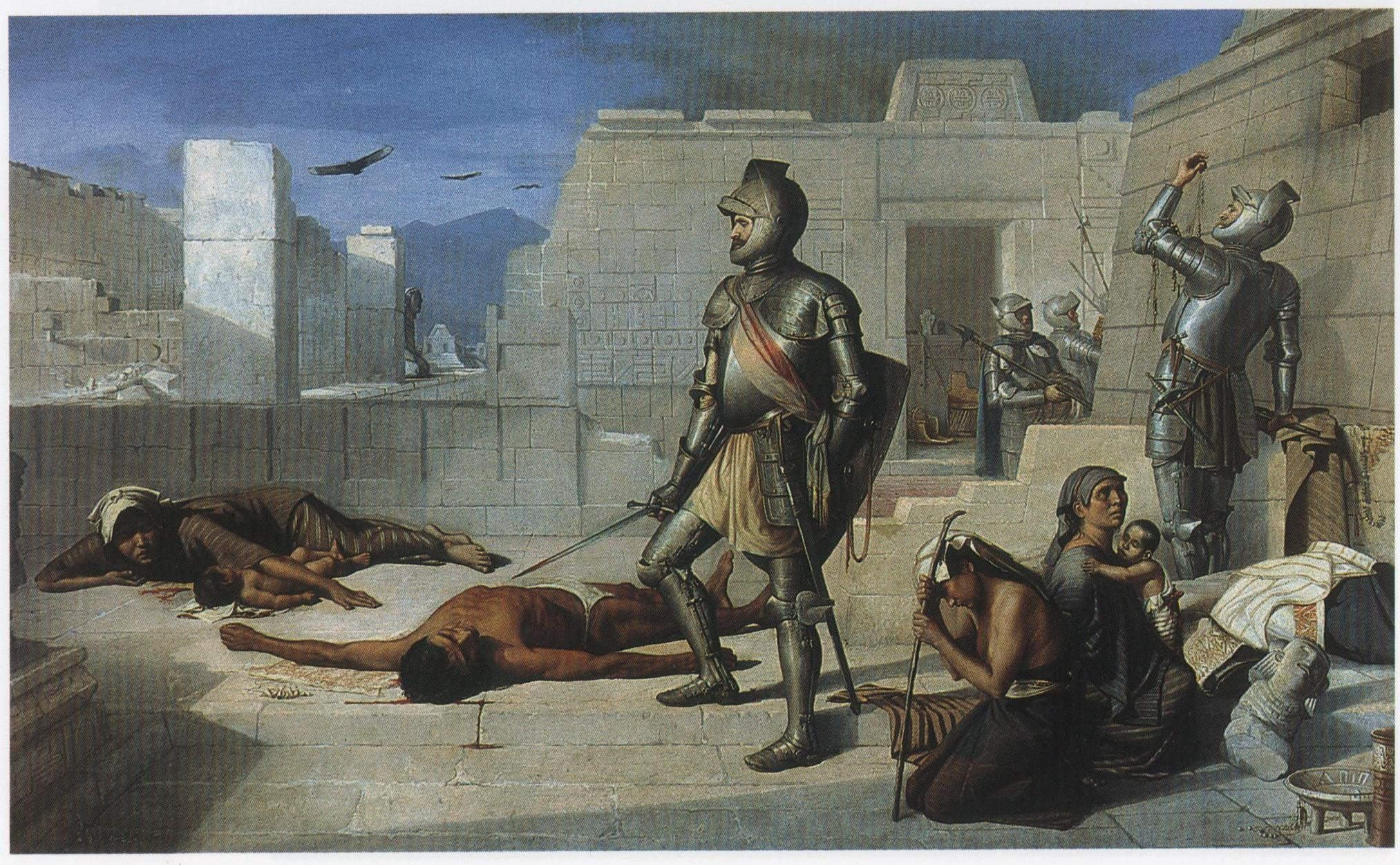
„Masakra w Choluli” obraz Félixa Parra

## Rzeź miasta
Rano, kiedy Hiszpanie mieli wyruszyć (data nie jest pewna, ale był to koniec października 1519 r.), Cortés wezwał miejscowych przywódców na dziedziniec przed świątynią Quetzalcoatla, używając pretekstu, że chce się z nimi pożegnać przed wyjazdem. Wygłosił wtedy przemowę oskarżając miejscowo ludność o zdradę. Według hiszpańskiego żołnierza Diaza Bernala (naocznego świadka wydarzeń), zgromadzeni szlachcice nie zaprzeczyli oskarżeniom, ale twierdzili, że wykonywali jedynie polecenia Montezumy. Cortés oznajmił, że i tak muszą ponieść karę. W tym momencie rozległ się strzał z muszkietu: był to sygnał, na który czekali Hiszpanie. Ciężko uzbrojeni i opancerzeni konkwistadorzy zaatakowali zgromadzony tłum, w większości nieuzbrojonych szlachciców, kapłanów i innych przywódców miasta, strzelając z arkebuzów i kusz oraz rąbiąc stalowymi mieczami. Na plac wjechała jazda Hiszpanów, którą wspierały rozstawione wokół placu armaty. Zszokowani tym obrotem spraw mieszkańcy Choluli tratowali się nawzajem w próbie ucieczki. W tym samym momencie Tlaxcallanie, tradycyjni wrogowie Choluli, wiedzący o sygnale, rzucili się do miasta ze swojego obozu za miastem, aby wesprzeć konkwistadorów. W ciągu kilku godzin rzezi tysiące Cholulańczyków leżało martwych na ulicach. Według samych konkwistadorów naliczono 3 tys. ciał zabitych Indian, natomiast źródła azteckie szacują liczę ofiar na znacznie wyższą od 5000 do 6000.

## Następstwa masakry
Po masakrze miasto zostało częściowo spalone. Część osób, które przeżyły, zostały wywiezione przez Tlaxcallan do swoich miast w celu złożenia w ofierze. Masakra w Choluli miała pokazać ludom środkowego Meksyku, że z Hiszpanami nie można było igrać. Udowodniła również wasalom Azteków, że ci niekoniecznie mogą ich obronić. Montezuma II na wieść o tym wydarzeniu wysłał posłów, którzy przekazali dary Hiszpanom oraz zapewniali, że ich władca nie miał nic wspólnego z rzekomą zdradą Cholulteków. Cortés po kilku dniach od masakry wybrał następców, którzy mieli rządzić Cholulą, podczas jego nieobecności, zapewniając w ten sposób, że jego linia zaopatrzenia do portu Veracruz, która biegła teraz przez Cholulę i Tlaxcalę, nie będzie zagrożona. Po spacyfikowaniu Choluli w listopadzie 1519 r. Hernan Cortés wyruszył do Tenochtitlanu na spotkanie z azteckim władcą.